# 覺羅華顯
覺羅華顯（1660年—1704年），字元燦，满洲正红旗人，清朝官员。

## 生平履历
- 康熙十五年（1676年）授七品官
- 康熙二十五年（1686年）八月歷任至宗人府理事官
- 康熙三十四年（1695年）十一月授日講起居注官、翰林院侍讀學士
- 康熙三十九年（1700年）三月授內閣學士兼礼部侍郎，本年四月授陝西巡撫
- 康熙四十年（1701年）授川陝總督
- 康熙四十三年（1704年），卒 ，谥文襄，入祀陝西名宦祠。[1]

## 家庭成员
- 祖先興祖直皇帝福滿；
- 先祖覺羅索長阿，福滿第三子。
- 祖父图祿，三等轻车都尉；
- 父覺羅图丹，三等轻车都尉；
- 妻子那拉氏，协领班底之女；
- 子覺羅德進，康熙乙酉举人，佐领、覺羅名昌，康熙壬辰进士、覺羅怀玉，雍正乙卯翻译举人，翰林院笔帖式，明史馆职官。
- 儿媳那拉氏（子进士覺羅名昌之妻），都统赖都之女。[2]